# Plaça de Sant Joan (Tortosa)
La plaça de Sant Joan és una plaça de Tortosa (Baix Ebre) inclosa a l'Inventari del Patrimoni Arquitectònic de Catalunya.

## Descripció
Es troba just al límit nord de la ciutat del segle xiv, de manera que el convent i l'església de Sant Joan limiten amb la muralla que es va obrir per aquesta centúria. És de traçat irregular, determinat pel perfil del convent. S'hi accedeix pel carrer del Replà, i a l'extrem oposat en surten dos petits carrerons sense sortida. És centrada per un pou, actualment cegat, que conserva l'estructura original. La boca és circular, amb la part superior de pedra i la resta de maçoneria. Se'n conserva el brocal, de ferro forjat, i la corriola, amb la roda de fusta; la pica ha desaparegut. El conjunt d'habitatges que formen la plaça es troben actualment molt deteriorats, tant de façana com d'estructura. Alguns són abandonats, i la resta dedicats a habitatge de classe baixa. Solen ser habitatges unifamiliars, d'entre dos i quatres pisos d'alçada. Les portes normalment són allindanades, i les escales estretes i encaixades. Els pisos se solen obrir al carrer mitjançant balcons, bé amb base de pedra o bé de ferro i rajola vidriada. L'únic sector no ocupat per habitatges és el costat nord, on se situen el convent i l'església de Sant Joan, rehabilitats a final de la dècada de 1980 per albergar-hi l'Escola d'Arts i Oficis de la Diputació.

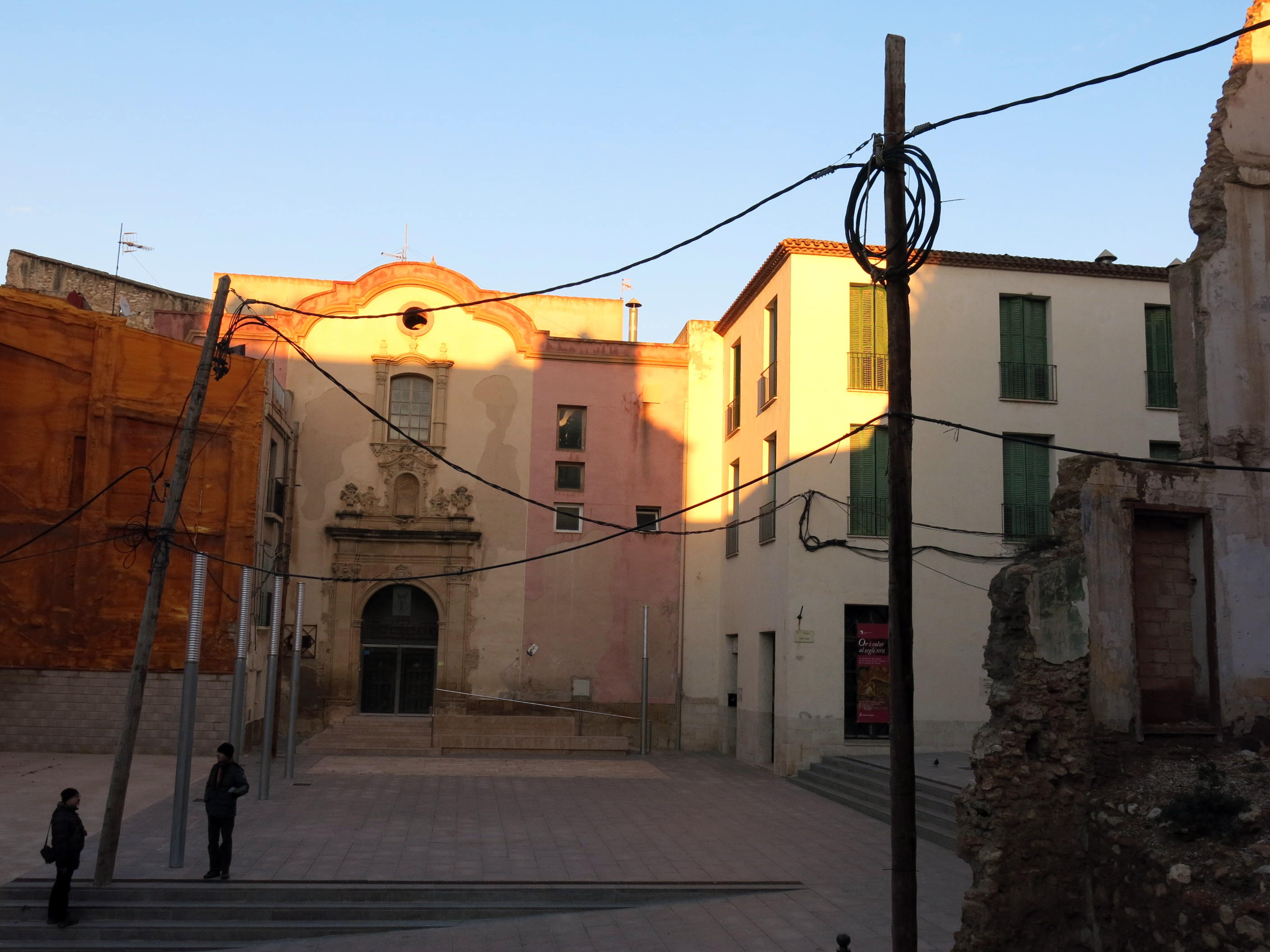
Part mig enrunada de la plaça, amb l'antiga església del convent de Sant Joan al fons

Actualment, l'antiga església acull l'Institut de Serveis Socials i Escola Taller de l'Ajuntament, mentre que les dependències del convent són la seu del Casal Tortosí i l'Escola d'Art i Disseny municipal.

## Història
En un principi aquest sector rebia el nom de Replà d'en Febrer o Fabrer. Possiblement no fou urbanitzada immediatament després de l'ampliació de perímetre de la muralla de la ciutat durant el segle xiv, perquè al segle xv consta que hi havia en aquest lloc un corral on llençaven les escombraries els carnissers (1413). La construcció de l'església i del convent de Sant Joan tingué lloc al segle xviii. El cegament del pou es realitzà el 1971, en realitzar altres obres d'urbanització de la plaça.